# Station Tricot
Station Tricot is een spoorwegstation in de Franse gemeente Tricot aan de spoorlijn Ormoy-Villers - Boves.